# جون غراي (دبلوماسي)
جون غراي (بالإنجليزية: John Gray)‏ هو دبلوماسي بريطاني، ولد في 1 أكتوبر 1936 في Burry Port ‏ في المملكة المتحدة، وتوفي في 1 سبتمبر 2003.